# Autopsia de un criminal
Autopsia de un criminal es una película española estrenada en 1963 de género policíaco dirigida por Ricardo Blasco. Los protagonistas son Francisco Rabal, Danielle Godet y Félix Dfauce. La película superó los 93.000 espectadores y recaudó un total de 14.317,13 euros. Eduardo Torre de la Fuente fue el encargado de los decorados.

## Argumento
Carlos es un hombre de mundo que mantiene una buena relación con su exnovia Nelsie. Pero todo se tuerce cuando Carlos tiene que recuperar un collar que le regaló a Nelsie para salir de un apuro, es ahí cuando se ve envuelto en un asunto turbio, ya que desconoce que la joya se encuentra en manos de un prestamista llamado Germán. Carlos intenta recuperar el collar y se dirige a la casa del prestamista para convencerle de que acepte la cantidad de dinero que le ha ofrecido, pero cuando llega a la casa se encuentra con dos cadáveres.  

## Reparto
- Francisco Rabal  es Carlos
- Danielle Godet es Nelsie
- Howard Vernon es Villar
- Félix Dafauce es Germán
- Sun de Sanders es Marta
- Gisia de Paradís es Raquel
- Mara Laso es Mara Laso
- Rafael Corés es Patricio
- Ángel Calero es Pepe
- Santiago Rivero es el Comisario
- Ketty de la Cámara es Amalia[4]

## Fidelidad
Aunque sin explicitarlo, la película aborda los crímenes del Jarabo que tuvieron lugar en el año 1958. José María Jarabo Pérez Morris, más conocido como el “Jarabo“, asesinó a cuatro personas, lo que le convirtió en el criminal más famoso de la crónica negra española de la época.

## Lanzamiento
Calificación por edades
No recomendada para menores de 7 años.
Estreno
Estrenada en Madrid el 5 de agosto de 1963 en Callao. 
Estrenada en Barcelona el 9 de julio de 1964 en Windsor.